# На межі тисячоліть (серія монет)
На межі тисячоліть — серія пам'ятних монет, започаткована Національним банком України в 2000 році.
У серію включені такі монети:
| № | Назва              | Номінал, крб/грн. | Тираж, штук | Дата випуску | Аверс | Реверс |
| - | ------------------ | ----------------- | ----------- | ------------ | ----- | ------ |
| 1 | На межі тисячоліть | 5                 | 50 000      | 28.12.00     |       |        |
| 2 | На межі тисячоліть | 5                 | 50 000      | 07.03.01     |       |        |